# Maluku Utara
Maluku Utara (eller Norra Moluckerna) är en provins i Indonesien och omfattar de nordliga öarna i ögruppen Moluckerna. Administrativ huvudort är Ternate men man planerar att flytta den till Sofifi på centrala Halmahera, den största ön i provinsen. Provinsens folkmängd uppgick år 2010 till cirka 1 miljon invånare och provinsens yta till 45 069,66 km²

## Administrativ indelning
Provinsen är indelad i sju distrikt och två städer.
Distrikt (Kabupaten):
- Halmahera Barat, Halmahera Selatan, Halmahera Tengah, Halmahera Timur, Halmahera Utara, Kepulauan Sula, Pulau Morotai

Städer (Kota)
- Ternate, Tidore